# Dolmen de Tires Llargues
El Dolmen de Tires Llargues és un jaciment arqueològic megalític que es troba a Sant Climent Sescebes, 
(Alt Empordà), inclòs a l'Inventari del Patrimoni Arqueològic i Paleontològic de Catalunya.

## Accès
Per accedir al jaciment cal prendre el camí de Vilartolí que surt al nord del carrer d'Espolla de Sant Climent Sescebes. Passats 2,2 Km s'arriba al mas Torres, on cal trencar a la dreta passant pel mig del mas i prendre el camí que surt al nord en direcció a llevant. Passats 160 metres el camí tomba en direcció sud  i 30 metres més endavant s'arriba a un trencant. En aquest punt cal prendre el camí de l'esquerra i seguir-lo uns 150 metres fins a trobar un trencant a l'esquerra. Cal continuar per aquest camí en direcció nord-est uns 180 metres fins a trobar una petita elevació erma, a tocar la vinya de Tires Llargues, on hi ha el dolmen, uns 40 metres més amunt. El jaciment se situa dalt d'un petit turó amb alguna alzina i alguna olivera isolada enmig d'una zona planera erma amb alguna vinya conreada.

## Descripció
Es tracta d'un sepulcre de corredor del Neolític mig fet de granit ibastit en terreny pla. Aquest dolmen va ser descobert pel Sr. Lluís Torres, propietari de la finca, mentre anava de cacera l'any 1981. Joan Carles Torres hi va efectuar excavacions l'any 1981, recuperant materials a la cambra. L'any 1983 i 1987 fou excavat per Júlia Chinchilla i Josep Tarrús, que també hi varen trobar nombrosos materials arqueològics al corredor i uns pocs a la cambra.
La cambra és subcircular amb vuit suports conservats i amb coberta que no s'ha conservat. Les seves dimensions internes són 2,1 metres de longitud per 1,7 metres d'amplada i 1,3 metres d'alçada. L'accés a la cambra es fa per un corredor mixt, fet amb murs de pedra seca i lloses de roques locals (granit i quars) amb una longitud de 2,4 metres, una amplada mitjana de 0,8 metres i una alçada màxima conservada de 0,65 metres.
El túmul de secció circular té un diàmetre d'uns 8 o 9 metres i està fet per un reompliment de blocs grans i mitjans lligats amb terra. La massa tumular estava sostinguda per un anell extern de contenció format per grans blocs.

## Troballes
Durant l'excavació es va recuperar 53 fragments ceràmics a mà i 2 a torn dins de la cambra. En el corredor es va recuperar 234 fragments ceràmics a mà, 2 a torn, 2 eines de sílex i 2 peces de collaret. En superfície i en el túmul van aparèixer 50 fragments ceràmics a mà. Del material, cal destacar una punta de sageta lanceolada sobre sílex, un resquill de sílex, així com 3 denes de collaret en diferents roques. Aquests materials pertanyen a diferents moments crono-culturals, cosa usual en els sepulcres de corredor de l'Albera, que són reutilitzats durant molt de temps. L'anàlisi del material permet observar tres grups diferents: neolític mitjà-neolític final, calcolític i bronze. També es va localitzar un nivell de cremació directament sobre la roca mare del corredor i de la cambra, interpretat com un  paleosòl.

## Cronologia
Pel tipus arquitectònic es pot deduir que pertany a la primera fase dels sepulcres de corredor de l'Alt Empordà-Rosselló, és a dir, de la primera meitat del IV mil·lenni aC.